# Кравцов, Валерий Иванович
Валерий Иванович Кравцов (латыш. Valerijs Kravcovs; род. 14 октября 1961, г.Прокопьевск, Кемеровская область, СССР) — латвийский политик, общественный деятель. В 2009—2010 гг. депутат Лиепайской Думы. В октябре 2010 года был избран депутатом 10-го Сейма Латвии от партии «Центр согласия».

## Образование
- 1976—1980 г. Междуреченский горностроительный техникум, отделение горной электромеханики, 15.06.80 присвоена квалификация горный техник-электромеханик;
- 1980—1986 г. Сибирский металлургический институт, СМИ, факультет металлургия черных металлов, 23.06.86 присвоена квалификация инженер-металлург;
- 1988—1991 г. Московский институт стали и сплавов (МИСиС), международный спец.факультет новых процессов получения металлов, 25.03.91 присвоена квалификация магистр металлургии.

## Работа
- 1979—1980 Разрез «Сибиргинский», производственное объединение «Кемеровоуголь», помощник машиниста шагающего экскаватора;
- 1980—1980 Разрез «Сибиргинский», производственное объединение «Кемеровоуголь», горный мастер участка шагающих экскаваторов большой мощности, руководил сменой из 34 человек на производственном участке из 6 экскаваторов;
- 1986—1987 Производственное объединение «Ижсталь», г. Ижевск, электромартеновский цех, подручный сталевара мартеновской печи;
- 1987—1987 Производственное объединение «Ижсталь», электромартеновский цех, производственный мастер участка четырёх мартеновских печей;
- 1987—1988 Производственное объединение «Ижсталь», электромартеновский цех, начальник смены цеха, руководил сменой из 150 человек на производственном участке из трех электропечей и четырёх мартеновских печей;
- 1988—1991 Лиепайский металлургический завод «Лиепаяс Металургс», г. Лиепая, ЦЗЛ, ведущий инженер сталеплавильного производства;
- 1996—1997 Лиепайский металлургический завод «Лиепаяс Металургс», г. Лиепая, главный специалист вычислительных систем;
- 1997—1998 Лиепайский металлургический завод «Лиепаяс Металургс», г. Лиепая, ЦЗЛ, начальник отдела маркетинга;
- 1998—2009 Производственная фирма «Тонус эласт», г. Лиепая, финансовый директор;
- 2009—2010 Депутат Лиепайской думы. Был оштрафован Центром госязыка за неиспользование латышского языка в достаточном для выполнения должностных обязанностей объёме[1]; обжаловал решение в административном суде[2].
- 2010—2011 депутат Сейма. Правая оппозиция предлагала исключить Кравцова из состава Сейма за недостаточное владение государственным языком[3].

## Общественная деятельность
Является инициатором создания и председателем правления Лиепайской Русской Общины (3500 членов), один из учредителей и член международной общественной организации «Европейский Русский Альянс».
В 2006 г. — делегат от Латвии на Всемирном конгрессе соотечественников, Санкт-Петербурге, Россия.
В 2007 г. — участник съезда международной общественной организации — Европейский Русский Альянс, Страсбург, Франция.
В 2007 г. — участник в Европейского Русского Форума, Брюссель, Бельгия.
В 2008 г. — участник Круглого стола по взаимодействию национальных диаспор Европы, Люксембург, Франция.

Скандальное интервью депутата журналу PLAYBOY (лат. яз.)(руc. яз.)
Вопрос с Пристрастием: Валерий Кравцов/ Является постоянным автором «Нашей газеты» (Ирландия)

### Семья
- Отец — Кравцов Иван Семёнович.
- Мать — Кравцова Валентина Петровна.
- Супруга — Ирина.
- Дети — Инеска, Диана, Иван.

## Награды
- Благодарственное письмо Правительственной комиссии по делам соотечественников за рубежом (2020)[7].